# Campionati del mondo di ciclismo su strada 2009 - Cronometro maschile Under-23
La cronometro individuale maschile Under-23 dei Campionati del mondo di ciclismo su strada 2009 è stata corsa il 23 settembre nel territorio circostante Mendrisio, in Svizzera, ed ha affrontato un percorso totale di 33,2 km. L'australiano Jack Bobridge ha vinto la medaglia d'oro, terminando in 40'44"79.

## Percorso
Partenza ed arrivo agli impianti sportivi di Mendrisio. Dopo i primi 3 km pianeggianti che attraversano la sede d'arrivo della prova in linea del Mondiale 1971, inizia la discesa verso il Lago di Lugano. Prosegue fino a Capolago per raggiungere Riva San Vitale e da qui il circuito si sposta verso Rancate con due tratti in leggero falsopiano ai quali segue la salita della Rossa di Rancate, 650 m di dura ascesa con punte di pendenza attorno al 10%. Attraversata questa località si attraversano Ligornetto, Stabio e Genestrerio da cui si ripercorre l'ultimo km del percorso della prova in linea. Circuito di 16,6 km da percorrere due volte.

## Squadre e corridori partecipanti
I 65 partecipanti sono stati suddivisi in quattro gruppi; all'interno di ogni gruppo le partenze avvenivano ogni minuto, mentre tra un gruppo e l'altro vi era una pausa di 25 minuti, per permettere ai ciclisti in corsa di terminare il circuito.
I campioni continentali e quello mondiale potevano essere schierati insieme ai due previsti per ogni nazione.
| Gruppo 1 | Gruppo 1              | Gruppo 1 | Gruppo 2 | Gruppo 2                    | Gruppo 2 | Gruppo 3 | Gruppo 3               | Gruppo 3 | Gruppo 4 | Gruppo 4                | Gruppo 4 |
| -------- | --------------------- | -------- | -------- | --------------------------- | -------- | -------- | ---------------------- | -------- | -------- | ----------------------- | -------- |
| 65       | Manuel Sánchez Cuevas | 65º      | 48       | Gustavo Francisco Borcard   | 59º      | 32       | John Anderson          | 41º      | 16       | Ryan Anderson           | 30º      |
| 64       | Uğur Marmara          | 63º      | 47       | Manuele Boaro               | 18º      | 31       | Westley Gough          | 23º      | 15       | Alfredo Balloni         | 6º       |
| 63       | Travis Meyer          | 17º      | 46       | Jacobus Venter              | 40º      | 30       | Gábor Fejes            | 48º      | 14       | Nelson Oliveira         | 2º       |
| 62       | Dennis van Winden     | 11º      | 45       | Daniel Teklehaimanot        | 50º      | 29       | Jimmi Sørensen         | 44º      | 13       | Peter Stetina           | 20º      |
| 61       | Jan Tratnik           | 52º      | 44       | Evaldas Šiškevičius         | 37º      | 28       | Aser Estévez           | 47º      | 12       | Nicolas Schnyder        | 22º      |
| 60       | Eugert Zhupa          | 42º      | 43       | Neofytos Sakellaridis-Mang. | 54º      | 27       | Jonathan Dufrasne      | 38º      | 11       | Alex Dowsett            | 7º       |
| 59       | Dmitrij Sokolov       | 16º      | 42       | Nairo Quintana              | 26º      | 26       | Alfredo Cruz Bernaldez | 61º      | 10       | Julien Vermote          | 53º      |
| 58       | Rafael Serrano        | 28º      | 41       | Turakit Boonratanathanakorn | 64º      | 25       | Matthias Brändle       | 31º      | 9        | Jack Bobridge           | 1º       |
| 57       | Jesse Sergent         | 34º      | 40       | Aleksandr Plennik           | 49º      | 24       | Aleksandr Prišpetnij   | 24º      | 8        | Rasmus Christian Quaade | 9º       |
| 56       | Phuchong Sai-Udomsin  | 56º      | 39       | Nino Oeschger               | 55º      | 23       | Aaron Buggle           | 57º      | 7        | Blaž Jarc               | 8º       |
| 55       | Sjarhej Novikaŭ       | 35º      | 38       | Gregory Brenes              | 32º      | 22       | Nicolas Boisson        | 15º      | 6        | Johan Le Bon            | 29º      |
| 54       | Jakub Novak           | 21º      | 37       | Gideoni Monteiro            | 33º      | 21       | Gastón Agüero          | 39º      | 5        | Steven Kruijswijk       | 12º      |
| 53       | Jarosław Marycz       | 19º      | 36       | Michał Kwiatkowski          | 43º      | 20       | David Veilleux         | 10º      | 4        | Tejay van Garderen      | 13º      |
| 52       | Martin Reimer         | 46º      | 35       | Eyüp Karagöbek              | 62º      | 19       | Juan Villegas          | 27º      | 3        | Andrėj Krasilnikaŭ      | 14º      |
| 51       | Matthias Krizek       | 60º      | 34       | Marcel Kittel               | 4º       | 18       | Ben Gastauer           | 58º      | 2        | Patrick Gretsch         | 3º       |
| 50       | Gert Jõeäär           | 25º      | 33       | Vojtěch Hačecký             | 36º      | 17       | Oleksandr Hryhorenko   | 51º      | 1        | Adriano Malori          | 5º       |
| 49       | Andrew Fenn           | 45º      |          |                             |          |          |                        |          |          |                         |          |

## Classifica (Top 10)
| Pos. | Corridore       | Squadra     | Tempo     |
| ---- | --------------- | ----------- | --------- |
| 1    | Jack Bobridge   | Australia   | 40'44"79  |
| 2    | Nelson Oliveira | Portogallo  | a 18"73   |
| 3    | Patrick Gretsch | Germania    | a 27"66   |
| 4    | Marcel Kittel   | Germania    | a 34"46   |
| 5    | Adriano Malori  | Italia      | a 36"48   |
| 6    | Alfredo Balloni | Italia      | a 39"14   |
| 7    | Alex Dowsett    | G. Bretagna | a 43"96   |
| 8    | Blaž Jarc       | Slovenia    | a 59"41   |
| 9    | Rasmus Quaade   | Danimarca   | a 1'06"38 |
| 10   | David Veilleux  | Canada      | a 1'11"93 |